# フラーテス2世
フラーテス2世（Phraates II、ペルシア語: فرهاد دوم, 在位：紀元前139年／138年／137年頃 - 紀元前128年頃）は、アルサケス朝パルティア王国の王。ミトラダテス1世の子。プラアテスとも表記。

## 生涯
紀元前138年／137年頃、ミトラダテス1世（アルサキデス？）の死により、息子であるフラーテス2世が王位を継いだ。幼くして即位したためか彼の母リインヌが摂政を務めた。バビロニア出土の楔形文字粘土板史料によれば、彼の即位後7年間はバビロニアをその版図に入れていた。貨幣学から検証すれば、その在位中は終始東部の遊牧民対策に追われ、ほとんどバビロニアにはいなかったと思われる。
フラーテス2世は父親同様、捕虜となっていたデメトリオス2世ニカトルを丁重に扱った。しかし、デメトリウス2世ニカトルはパルティアに組することなく、友人の助けを得て何度も逃亡を試みた。そのたびにフラーテス2世はヒュルカニアの妻子の所へ戻してやった。
時にセレウコス朝のアンティオコス7世シデテス（紀元前138年 - 紀元前129年）は、兄弟であるデメトリウス2世ニカトルを救出するため、大軍を率いて出発した。これに対しフラーテス2世はこの戦いで北方の騎馬遊牧民サカ族の傭兵を雇う予定であったが、サカ族が到着した頃には戦闘が終了していたので、サカ族に賃金を支払わなかった。一方、セレウコス軍はヨハネ・ヒルカノス率いるユダヤ人部隊や、かつてパルティアに従属していた数人の君主も加わり、編成が整っていた。アンティオコス7世シデテスは三度の戦いに勝利をおさめ、リコス川のほとりでパルティア武将イダテスを破って戦勝記念碑を建て、住民の手によってパルティアの将軍エニウスも殺害された。勝ちに乗ったアンティオコス7世シデテスは大王を主張し、パルティアの従属者たちも彼がバビロニアの支配者になったのを見て（紀元前130年）、セレウコス朝に加担していった。冬が迫ってきたとき、敗れたフラーテス2世にアンティオコス7世シデテスから和平の打診があった。条件は3つあり、ひとつはデメトリウス2世ニカトルを釈放すること、ひとつはパルティア本土以外の領土を明け渡すこと、パルティアの君主が貢納すること、であった。フラーテス2世はいまだに軍を退かないセレウコス軍をシリアへ戻したかったため、デメトリウス2世ニカトルをパルティア騎兵隊の先頭に立たせてシリアへ送った。すると、アンティオコス7世シデテスに駐屯支配されていた諸都市の住民がその暴力と略奪に耐えきれず一斉蜂起し、フラーテス2世の味方に付いた。兵士の数が多かったため、分散して駐屯していたセレウコス軍はたちまち敗走し、アンティオコス7世シデテス自身も部下に見捨てられて命を落とした（紀元前129年）。
パルティア軍は完勝し、アンティオコス7世シデテスの幼い息子セレウコスと彼の姪にあたるデメトリウス2世ニカトルの娘を捕えた。セレウコス軍の戦死者は30万におよび、アンティオコス7世シデテスの遺体は君主にふさわしく丁重に扱われ、フラーテス2世によって銀の柩に納められてシリアへ送られた。デメトリウス2世ニカトルの娘はフラーテス2世に気に入られて婦人部屋に迎えられ、アンティオコス7世シデテスの息子セレウコスも王家の者にふさわしい処遇を受けた。デメトリウス2世ニカトルを釈放してしまったフラーテス2世は後悔し、再逮捕を命じたが捕まらなかった。
勝ちに乗ったフラーテス2世はシリアへの侵攻を決意してバビロニアに入った。しかし、東部国境地帯でサカ族の侵入があり、シリア侵攻をあきらめてそちらの鎮定へ向かった。メソポタミアにはヒュルカニア出身の寵臣ヒメロスを総督に任命した。フラーテス2世は侵入してきたサカ族の大軍に金銭を与え、とりあえず鎮静しようとした。この大軍の先頭にいたのは以前アンティオコス7世シデテスとの戦いで雇われた傭兵部隊であった。彼らは遠方からわざわざやって来たことが無駄になったので、賠償金か新たな傭兵を要求したが、パルティアの傲慢な返答に遭って腹を立て、パルティアの領域を荒らし始めたのである。しかしそれ以外の侵入者の侵入理由ははるか東方の事情によるものであり、モンゴル高原で興った匈奴帝国によって追い出された月氏族が西に逃れ、その月氏族によって追われたサカ系のサカラウカエとマッサゲタエなどが新領土を目指してやって来たのである。フラーテス2世はこのサカ族を押さえるためにアンティオコス7世シデテスとの戦いで捕虜にしたギリシア人部隊を投入した。しかし、彼らはパルティアにおいて非常に冷遇されていたため、すぐさま敵方に寝返り、紀元前128年の大虐殺でフラーテス2世をはじめとするパルティア人たちを殺害した。
フラーテス2世の死後王位に就いたのはプリアパティオスの子でフラーテス2世の叔父にあたるアルタバノス1世であった。

## 参考資料
- ニールソン・C・デベボイス『パルティアの歴史』（小玉新次郎、伊吹寛子 訳、山川出版社、1993年）、ISBN 4634658607
- ポンペイウス・トログス / ユスティヌス抄録『地中海世界史』（合阪學 訳、京都大学学術出版会〈西洋古典叢書〉、1998年）、ISBN 4876981078